# Aérospatiale Lama
SA-315B Lama je francuski laki helikopter namijenjen djelovanju u uvjetima visokih temperatura i visina ("hot & high"). Razvijen je na zahtjev indijske vojske koja je tražila helikopter za letenje na visokim planinskim lancima.
Konstrukcijski predstavlja kombinaciju trupa s Alouettea II i pogona s Alouettea III.

## Tehničke karakteristike (SA-316B)
Izvori podataka: Aviastar Helis
Osnovne karakteristike
- posada: 1
- dužina: 10,26 m (trup)
- promjer rotora: 11,2 m
- visina: 3,09 m

Letne karakteristike
- najveća brzina: 192 km/h
- ekonomska brzina: 120 km/h
- dolet: 500 km
- najveća visina leta: 12.442 m (svjetski rekord iz 1972.)
- motor: 1 x Turbomeca Artouste IIIB